# ویتنی تامپسون
ویتنی تامپسون (انگلیسی: Whitney Thompson؛ زادهٔ ۲۶ سپتامبر ۱۹۸۷ در آتلانتیک بیچ، فلوریدا) یک مدل اهل ایالات متحده آمریکا است.